# Insektenzellkultur
Die Insektenzellkultur bezeichnet die Zellkultur von Insektenzellen.

## Eigenschaften
Insektenzellkulturen werden in der Biochemie zur Grundlagenforschung und zur Produktion rekombinanter Proteine verwendet. Sie wurden ursprünglich in den 1930er Jahren zur Kultur von insektenpathogenen Viren verwendet. Zur Produktion rekombinanter Proteine werden oftmals Baculoviren-basierte virale Vektoren als Expressionssystem verwendet. Typische Modellorganismen, aus denen Zelllinien für die Insektenzellkultur gewonnen werden, sind z. B. Bombyx mori, Mamestra brassicae, Spodoptera frugiperda (Sf-9-Zellen), Trichoplusia ni und Drosophila melanogaster.
Oftmals wird Trichoplusia ni Medium-Formulation Hink (TNM-FH) als Zellkulturmedium verwendet. Im Gegensatz zur Zellkultur von Säugetierzellen benötigen Insektenzellen keine Begasung mit Kohlendioxid und geringere Temperaturen wie 28 °C, teilweise wachsen sie bei Raumtemperatur. Weiterhin sind sie teilweise weniger anfällig für humanpathogene Kontaminationen, da humanpathogene Viren in der Regel keine Insektenzellen infizieren können. Proteine aus Insektenzellen weisen jedoch unterschiedliche Glykosylierungen auf, was die native Konformation eines rekombinanten Proteins und bei Impfstoffen seine Immunogenität beeinflussen kann. Bei Anwendungen rekombinanter Proteine aus Insektenzellkulturen in Tieren kann die vom körpereigenen Protein abweichende Glykosylierung zu Immunreaktionen führen, z. B. in der roten Biotechnologie. Daher werden durch Pathwaydesign transgene Insektenzelllinien entwickelt, deren Glykosylierungsmuster den menschlichen Glykosylierungsmustern stärker ähneln.

## Anwendung
Manche Impfstoffe wurden in Insektenzellkulturen erzeugt und per Proteinreinigung gereinigt, z. B. Cervarix und NVX-CoV2373.